# Nick Martin (Musiker)

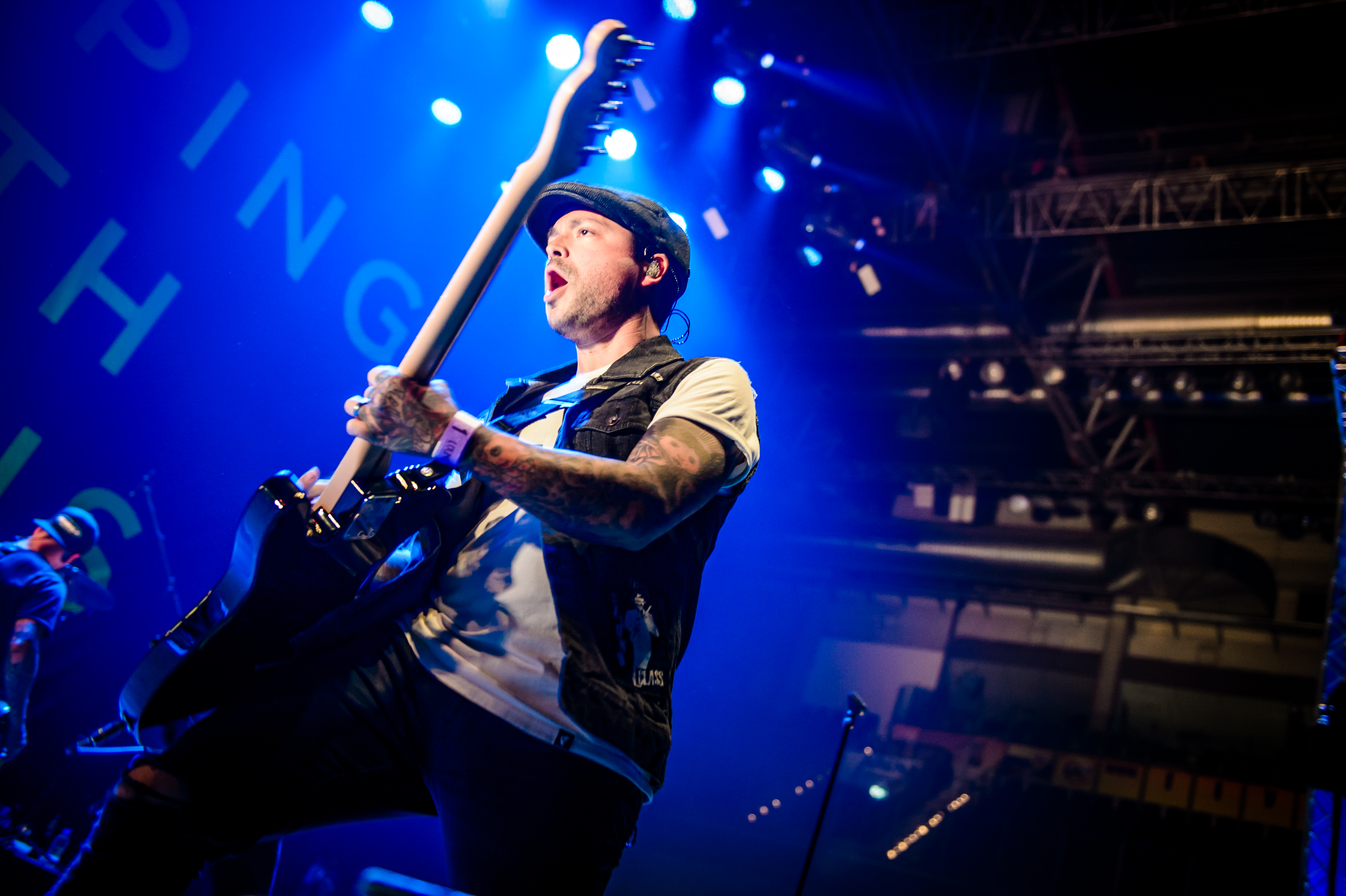
Nick Martin mit Sleeping with Sirens bei Rock im Park, 2017.

Nick Martin, eigentlich Nicholas Anthony Martin, (* 10. Dezember 1982 in San Diego, Kalifornien) ist ein US-amerikanischer Rockmusiker.

## Leben
Nick Martin wurde am 10. Dezember 1982 in San Diego, Kalifornien geboren und verbrachte seine gesamte Kindheit in der Stadt. Er ist ein entfernter Cousin von Vic und Mike Fuentes.

## Karriere
Seine erste Band gründete Martin, als er die achte Klasse besuchte. Er ist Gründer der Hardcore-Band Underminded, mit der er bisher eine EP und zwei Alben veröffentlichte. Er war dort Sänger, Songwriter und Gitarrist.
Zudem war er Mitglied in der kurzlebigen Supergroup Isles & Glaciers und dem Chiodos-Nebenprojekt Cinematic Sunrise, mit welchen er jeweils eine EP auf dem Markt brachte. Zwischen 2010 und 2012 war Martin mit Craig Owens in der Band D.R.U.G.S. aktiv. Die Gruppe wurde aufgelöst, nachdem Owens zu Chiodos zurückkehrte.
Auch war Martin als Session-Musiker mit Slick Shoes und Norma Jean zu sehen. Er war zunächst Session-Musiker bei Sleeping with Sirens wurde aber zwischenzeitlich festes Bandmitglied.

## Diskografie
Underminded
- 2003: The Task of the Modern Educator (EP, Eigenproduktion)
- 2004: Hail Unamerican! (Kung Fu Records)
- 2007: Eleven:Eleven (Uprising Records)

Cinematic Sunrise
- 2008: A Coloring Storybook and Long Playing Record (EP, Equal Vision Records)

Isles & Glaciers
- 2010: The Hearts of Lonely People (EP, Equal Vision Records)

mit D.R.U.G.S.
- 2011: D.R.U.G.S. (Sire Records, Decaydence Records)

mit Sleeping with Sirens
- 2015: Madness (Epitaph Records)
- 2017: Gossip (Warner Bros. Records)